# Leonardo Price
Leonardo Price, född 21 februari 1979, är en argentinsk friidrottare. Han deltog vid olympiska sommarspelen 2008.